# Liste nichteuropäischer Päpste
Papst Franziskus war der erste Papst in der Kirchengeschichte, der aus Südamerika stammte. Zuvor hatte es seit Gregor III. (731–741) keinen Papst mehr gegeben, der nicht in Europa geboren wurde. Insgesamt gab es bis zur Mitte des 8. Jahrhunderts sieben in Asien und zwei in Afrika geborene Oberhäupter der römisch-katholischen Kirche. Sergius I. wurde als Sohn syrischer Einwanderer im sizilianischen Palermo geboren. Die Liste umfasst folgende Päpste (die Jahreszahlen hinter den Namen stehen für die Amtszeit der Päpste, nicht für deren Lebensdaten):
- Simon Petrus, 45–53, mutmaßlich geboren in Kafarnaum im heutigen Nord-Israel
- Evaristus, ca. 98–105, mutmaßlich nahöstlicher Abstammung
- Anicetus, ca. 154–166, geboren im syrischen Homs
- Viktor I., ca. 189–199, geboren in Nordafrika
- Miltiades, 310–314, mutmaßlich geboren in Nordafrika
- Theodor I., 642–649, geboren in Jerusalem
- Sergius I., 687–701, geboren in Palermo als Sohn einer syrischen Emigranten-Familie
- Sisinnius, 708, geboren in Syrien
- Constantius I., 708–715, geboren in Syrien
- Gregor III., 731–741, geboren in Syrien
- Franziskus, 2013–2025, geboren in Buenos Aires in Argentinien (erster südamerikanischer Papst)
- Leo XIV., seit 2025, geboren in Chicago in den Vereinigten Staaten (erster nordamerikanischer Papst, hat auch die peruanische Staatsbürgerschaft)